# Glycyphana festiva
Glycyphana festiva – gatunek chrząszcza z rodziny poświętnikowatych i podrodziny kruszczycowatych.
Gatunek ten opisany został po raz pierwszy w 1792 przez Johana Christiana Fabriciusa pod nazwą Cetonia festiva.
Chrząszcz o ciele długości około 14 mm, dość silnie spłaszczonym, w zarysie wydłużonym i niezbyt mocno zwężonym z tyłu. Głowa ma mniej więcej kwadratowy, dwupłatowy nadustek o czarnym ubarwieniu i drobno ziarenkowanej powierzchni. Reszta ciała zdominowana jest przez kolor ciemnozielony, przy czym przez środek każdej pokrywy biegnie podłużny, lekko zakrzywiony, szeroki, żółty do pomarańczowego pas. Tylne kąty przedplecza są kanciaste. Odnóża są stosunkowo krótkie. Przednia ich para ma w przypadku obu płci golenie uzbrojone w trzy zęby.
Gatunek orientalny, znany z południowych Mjanmy, Tajlandii, Malezji oraz Indonezji (w tym z Sumatry).